# Christina Zacker
Christina Zacker (* 23. Dezember 1954 in Landshut) ist eine deutsche Journalistin und Buchautorin.

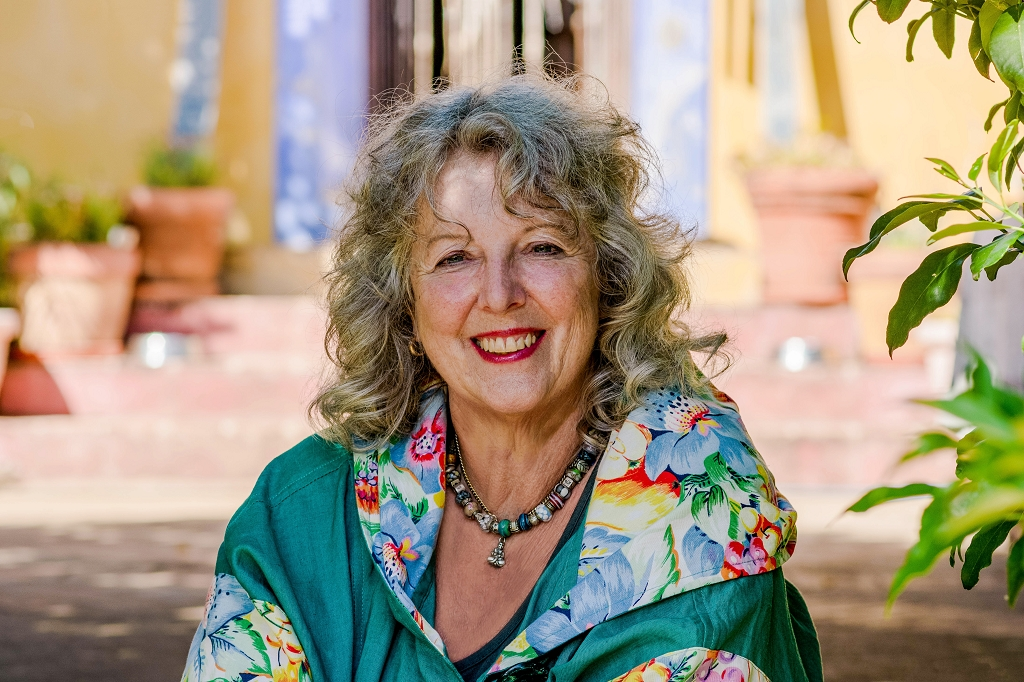
Christina Zacker

## Leben
Nach dem Abitur am Katharinen-Gymnasium in Ingolstadt begann Zacker neben dem Studium von Soziologie, Politologie und Kommunikationswissenschaften an der LMU München die Ausbildung an der Deutschen Journalistenschule in München. Es schloss sich ein Volontariat bei der Münchener Boulevardzeitung tz an.
Nach der Ausbildung zur Redakteurin arbeitete sie von 1978 bis 1987 beim Gong-Verlag bei der Zeitschrift Die Aktuelle, danach als Ressortleiterin und Textchefin bis 1993 im Klambt-Verlag (Speyer) im Redaktionshaus in Baden-Baden bei der Zeitschrift „7 Tage“.
Ab 1993 war Christina Zacker für Zeitschriften als freiberufliche Journalistin und Kolumnistin für diverse Zeitschriften tätig, darunter Magazine der Verlage Bauer, Springer, Burda und Weltbild. Sie ist Buchautorin unter anderem für den Bassermann Verlag, den Bruckmann Verlag, die Verlage Droemer-Knaur, Econ, Falken, Gräfe und Unzer, Heyne, Ludwig, Mosaik, Midena, mvg, Südwest und andere Verlage der Verlagsgruppe Random House sowie Urania. Seit Ende 2012 erscheinen etliche Werke auch beim Verlag dotbooks, einem reinen E-Book-Verlag.
Spezialgebiete sind Ernährung, Gesundheit und Lebenshilfe sowie die Beschäftigung mit überliefertem Wissen (Bauernregeln, Mond- und Hundertjähriger Kalender, Astrologie). Neben Titeln unter eigenem Namen erschienen etliche Bücher (unter anderem bei Bassermann, Südwest und Heyne) unter dem Pseudonym Franziska von Au (dies ist der Geburtsname ihrer Urgroßmutter, Franziska von Ow), hier vor allem der Knigge 2000, der seit 2004 unter dem Titel Der neue Knigge im Südwest Verlag erhältlich war.
Seit 2004 lebt Christina Zacker in Portugal. Die Geschichte ihrer Auswanderung hat sie zunächst in dem bei Heyne 2012 erschienenen Buch Kann denn Fado fade sein? beschrieben. Im Oktober 2015 erschien Korkesel & Sardinenblüte. Handbuch für den Urlaub in Portugal.

## Werke (Auswahl)
- Bassermann Verlag: Das kleine Buch vom guten Sex; Der kleine Knigge; Wo Ja Nein bedeutet – Die verrücktesten Tabus, Missverständnisse & Fettnäpfchen aus aller Welt; Die Hausapotheke; Doeskopp, Saudepp, Zickzackpisser: Die besten Schimpfwörter aus deutschen Regionen
- Battenberg Gietl Verlag: Anleitung zur Ahnenforschung
- Droemer-Knaur Verlag: Knaurs Immerwährender Gartenkalender; Einkochen – das Jahr hindurch; Nie wieder ärgern – Das Rundum-Wohlfühlprogramm für gute Laune; Nie wieder rauchen – Das Rundum-Wohlfühlprogramm für gesunde Momente;
- Econ Verlag: Das Mondlexikon
- Falken Verlag: Von Abrakadabra bis Zodiakus – Lexikon des Aberglaubens; 12-bändige Astrologie-Reihe; Der Zicken-Knigge
- Goldmann Verlag: Basilissa: Hexenzauber für den Hausgebrauch
- Heyne Verlag: Rechtsbegriffe des Alltags; Heilkraft des Wassers; Apfelessig; Musterbriefe für alle Anlässe; Der Trauerfall – Briefe und Reden; Musterbriefe für offizielle Anlässe; Mondphasen; Die Mond-Diät; Das persönliche Mond-Horoskop; Kann denn Fado fade sein? – Meine Abenteuer in Portugal; Rote Bete. Die heilsamen Kräfte der Wunderknolle; Kokosöl: Das kostbare Lebenselixier aus der Natur; 2023: Ingwer. Die wunderbaren Heilkräfte der magischen Knolle
- Graefe und Unzer Verlag: Erfolgreich Auftreten im Beruf – Leben und Lernen Spezial
- Ludwig Verlag: Der große Aussaatkalender; Fruchtsäfte und Sirups
- Midena Verlag: Essen Sie sich schlank; Fatburner – Nahrungsmittel zum Abnehmen; Das Fatburner-Kochbuch; Die Männer-Diät
- Mosaik Verlag: Functional Food. Voller Power durch den Tag
- mvg Verlag: Der magische Herzkompass; My secret;
- Nietsch Verlag: Hanf. Für Schönheit, Heilung und Ernährung
- Thiele Verlag: Manieren in 60 Minuten
- Südwest Verlag (als Franziska von Au): Bio-Gesundheitsbäder; Bauernregeln und Naturweisheiten; Hausrezepte gegen alle Krankheiten; Schlank und fit mit der Monddiät; Das große Haushaltsbuch; Benimm Coach: Selbstsicheres Auftreten und gute Kommunikation mit Kollegen & Co; Der kulinarische Knigge: Gute Umgangsformen bei Tisch; Der neue Knigge: Sichere Umgangsformen für alle Situationen
- Südwest Verlag: Der kleine Göttinnenkalender 2007; Das Mond-Orakel – Zukunftsdeutung nach traditionellem Volkswissen
- Urania Verlag: Die schönsten Feste und Bräuche im Jahreslauf
- Selfpublishing via KDP: 2015 Korkesel & Sardinenblüte. Handbuch für den Urlaub in Portugal (als Printausgabe im Mai 2016 bei ganymed edition). 2018 erschien eine überarbeitete und ergänzte Neuauflage von Kann denn Fado fade sein? Meine Abenteuer in Portugal (E-Book und Printausgabe)